# 工事局

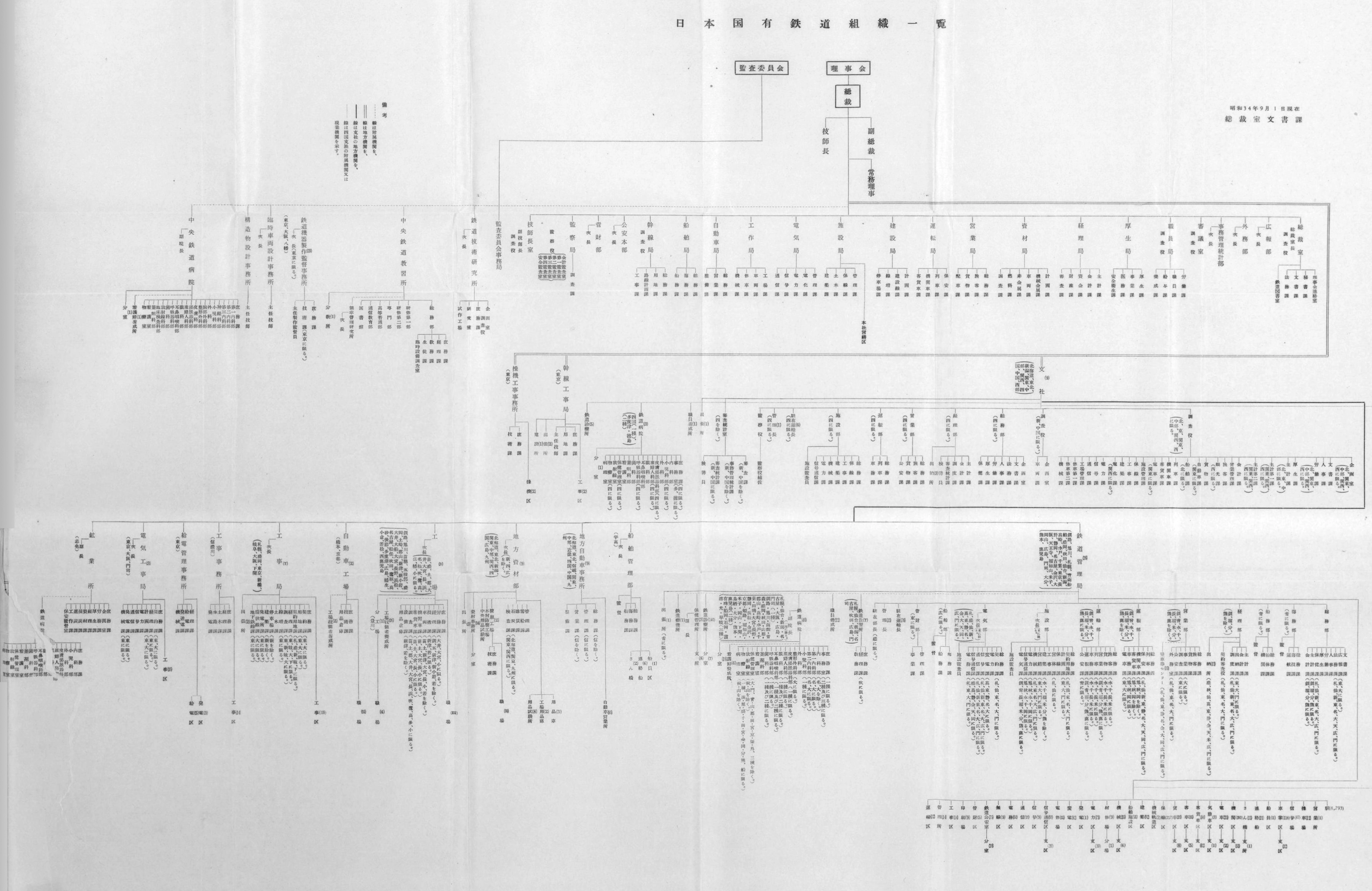
国鉄組織図（1959年9月1日時点）

工事局（こうじきょく）は、日本国有鉄道（国鉄）内に存在した支社の地方機関（組織図では運輸総支配人や支社の下に位置し、管理局と同列）。

## 概要
新線建設・線増・橋梁取替・高架化・停車場改良・駅ビル建設などの大規模な工事を担当した。
鉄道辞典によると、1958年当時は札幌・盛岡・東京・新橋・岐阜・大阪・下関の7工事局が存在し、それぞれ所管の地域の工事を担当した。また、工事局に準ずる機関として工事事務所が存在した。
工事局は国鉄内の工事に限らず、私鉄等の建設工事も行っていた（例：東京都営地下鉄三田線など）。
また電気工事局や建築工事局のように、特定の工事のみを広域的に取り扱う組織も存在した。
新幹線の建設工事の際には、その工事の一部を担う臨時の工事局が設置された。多くはその後既存の工事局の下部組織として吸収合併されたが、新幹線建設工事の完了後も恒久的な機関として残るものもあった。
傘下に工事を行う現業機関の工事区を持つ、ただし工事区は工事に伴い設置し工事が完了すると廃止するので恒久的な現業機関ではない。

## 略年表
- 1896年（明治29年4月28日）- 旧新橋駅構内に「新永間建築事務所」が開設（現在の東京第一工事局）[1]。上野～新橋間の高架鉄道を建設する[2]。
- 1955年（昭和30年）4月現在　工事局傘下に札幌工事事務所・岐阜工事事務所・下関工事事務所・信濃川工事事務所あり
- 1957年（昭和32年）1月16日　東京工事局・新橋工事局設置
- 1959年（昭和32年）4月18日　東京幹線工事局設置
- 1959年（昭和32年）12月16日　静岡幹線工事局、名古屋幹線工事局、大阪幹線工事局設置
- 1960年（昭和35年）4月10日　新橋工事局が東京幹線工事局に吸収合併される
- 1961年（昭和36年）4月20日　信濃川工事事務所が信濃川工事局となる
- 1964年（昭和39年）12月1日　東京幹線工事局が東京第二工事局となる
- 1967年（昭和42年）11月15日　東京第三工事局設置、東京工事局が東京第一工事局となる
- 1984年（昭和59年）3月20日　盛岡工事局が盛岡工事事務所となる
- 1985年（昭和60年）3月20日　信濃川工事局が信濃川工事事務所となる

## 工事局一覧

### 常設の工事局
- 東京第一工事局
- 東京第二工事局
- 東京第三工事局
- 大阪工事局
- 盛岡工事局
- 下関工事局
- 岐阜工事局
- 札幌工事局
- 信濃川工事局
- 東京電気工事局
- 大阪電気工事局
- 東京建築工事局
- 東京システム開発工事局

### 一時的に設けられた工事局
- 静岡幹線工事局
- 名古屋幹線工事局
- 大阪幹線工事局
- 広島新幹線工事局
- 仙台新幹線工事局